# Braunsia fuscipennis
Braunsia fuscipennis är en stekelart som beskrevs av Günther Enderlein 1904. Braunsia fuscipennis ingår i släktet Braunsia och familjen bracksteklar. Inga underarter finns listade.